# Polícia Nacional de Timor-Leste
A Polícia Nacional de Timor-Leste (PNTL) é a força policial nacional do país.

## Histórico

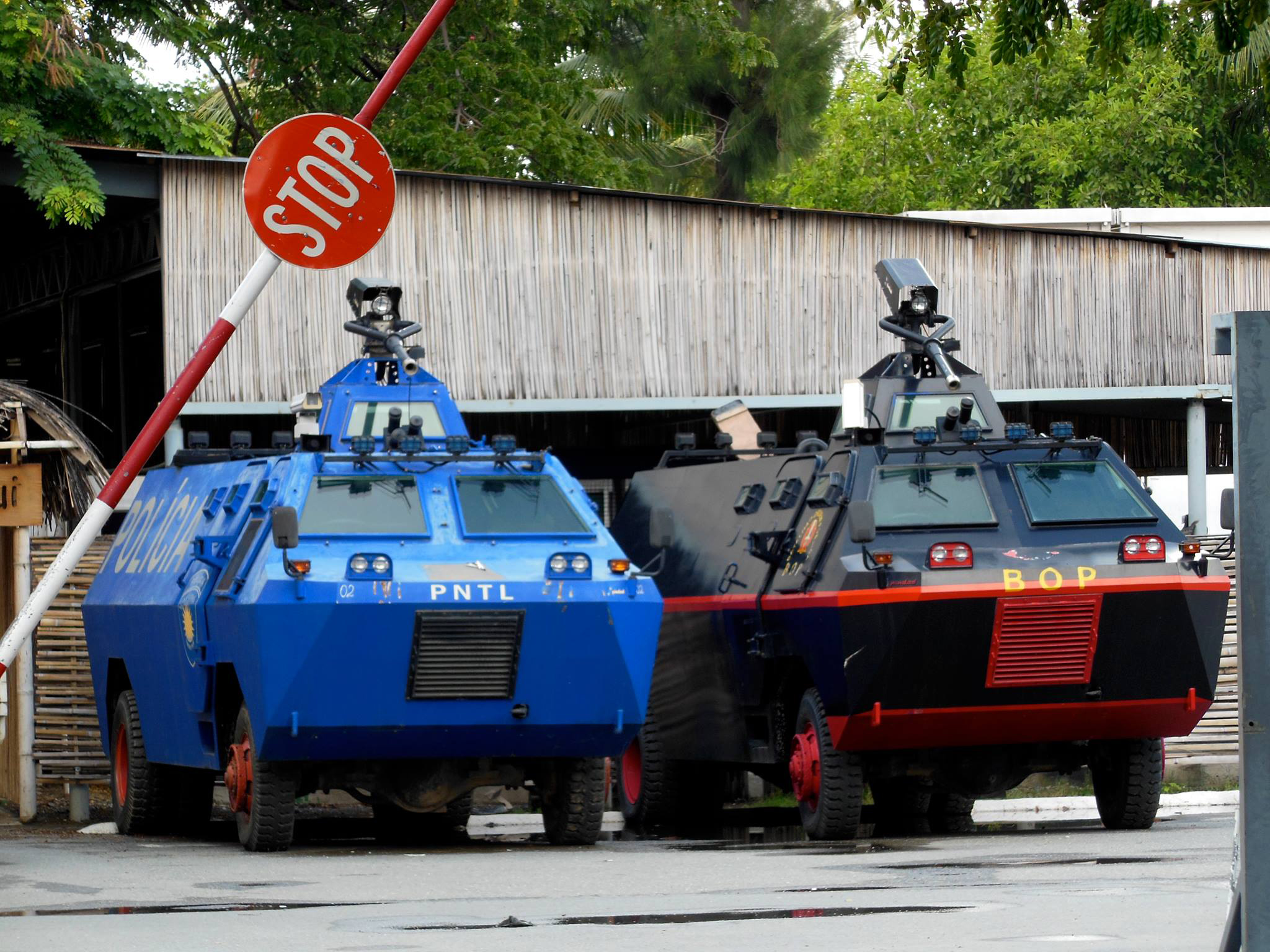
Carros de PNTL

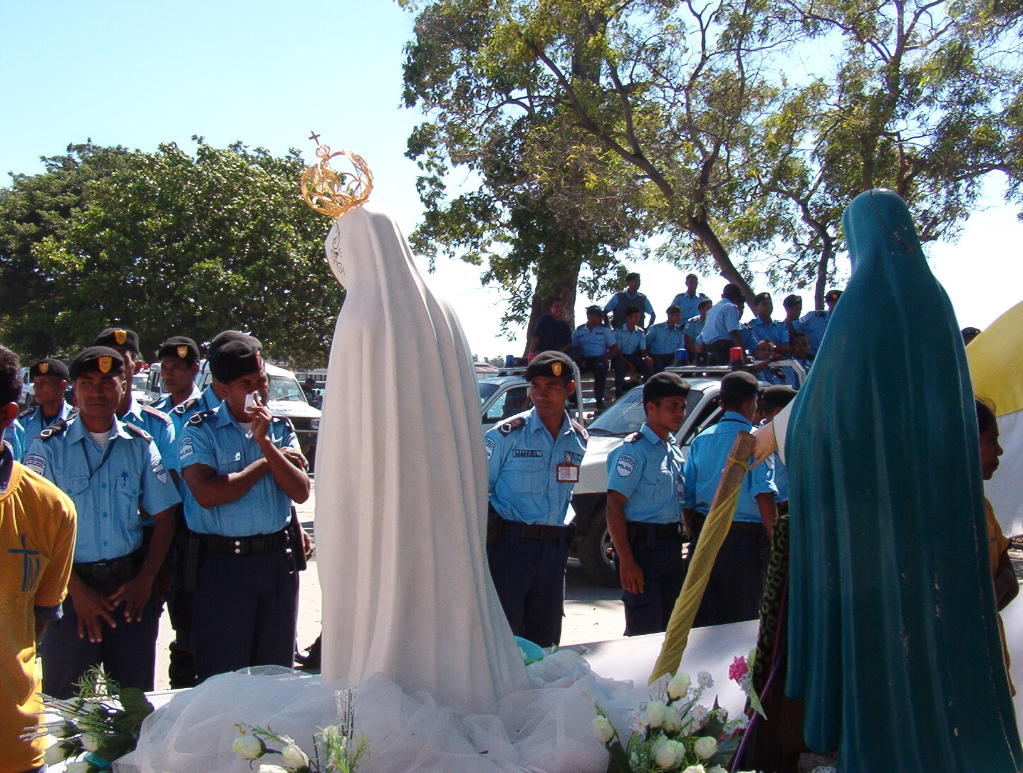
Polícia Nacional de Timor-Leste

A Polícia Nacional de Timor-Leste (PNTL) foi criada em maio de 2002 pela Organização das Nações Unidas, após a independência do país, com a missão de prover a segurança pública, manter a lei e a ordem em todo território nacional, prestando um serviço policial confiável, profissional e isento. 
O recrutamento para a nova instituição realizou-se a partir do ano de 2000, com o treinamento básico iniciando-se em 27 de março, sob a responsabilidade da Administração de Transição das Nações Unidas no Timor-Leste (UNTAET).
Iniciou as suas atividades em 10 de agosto de 2001, sob a denominação de Força Policial Civil das Nações Unidas ( CivPol), nome posteriormente mudado para Serviço Policial de Timor-Leste e, finalmente, para Polícia Nacional de Timor-Leste.
A partir da independência nacional, em 20 de maio de 2002, uma série de negociações possibilitaram transferir os serviços da CivPol para a PNTL, que os assumiu definitivamente em todo o pais  a 10 de dezembro de 2003.

Atualmente, subordina-se ao Ministro da Defesa e Segurança do Governo de Timor-Leste.

## Atividades operacionais
Atuando como polícia judiciária e polícia ostensiva, essa força policial civil conta com as seguintes unidades especiais:
- Unidade de Reserva Estratégica (unidade de operações especiais, para atuação em situações de criminalidade violenta)
- Patrulha de Fronteira (para o patrulhamento das fronteiras do país, coibindo a entrada ilegal de estrangeiros e o contabando)
- Força de Intervenção (nos moldes da unidade de controle de distúrbios da Guarda Nacional Republicana portuguesa, que atuava antes da independência)

No tocante à correção e inspeção da atividade policial e apuração dos desvios de conduta a corporação conta com a Unidade de Ética Profissional e Deontologia (PEDU), que luta contra a herança de um passado violento herdado da ocupação indonésia.

## Referência
1. ↑  Governo timorense aprova reativação da Polícia Nacional